# 짝 (1976년 영화)
"짝"은 한국에서 제작된 이영우 감독의 1976년 영화이다. 전영록 등이 주연으로 출연하였고 한갑진 등이 제작에 참여하였다.

## 배역
- 전영록
- 한유정
- 엄앵란